# Saut d’Eau

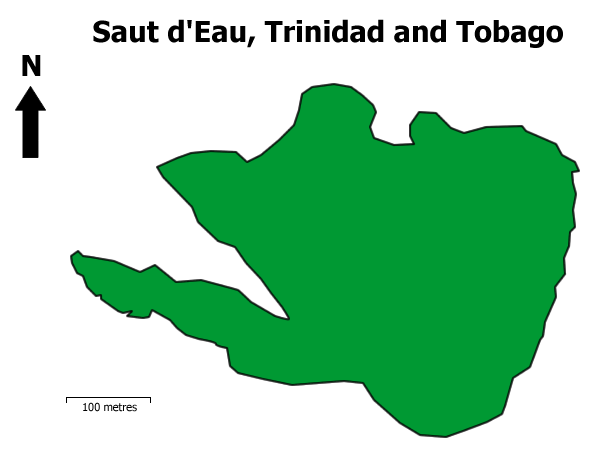
A sziget térképe

Saut d’Eau Trinidad és Tobago egy szigete. A név vízesést jelent. Trinidad északi partjától kevesebb, mint 1 kilométerre helyezkedik el a Karib-tengeren. Legmagasabb pontja 106 méter, területe kb. 100 000 m². A szigeten legalább 27 madárfaj megtalálható.

## Külső hivatkozások
- IUCN Commission on National Parks. IUCN Directory of Neotropical Protected Areas. IUCN (1979). ISBN 0907567622

## Fordítás
- Ez a szócikk részben vagy egészben  a   Saut d'Eau című angol Wikipédia-szócikk fordításán alapul.  Az eredeti cikk szerkesztőit annak laptörténete sorolja fel. Ez a jelzés csupán a megfogalmazás eredetét és a szerzői jogokat jelzi, nem szolgál a cikkben szereplő információk forrásmegjelöléseként.